# Клинг, Генрих
Ге́нрих Клинг (нем. Heinrich Kling; 10 сентября 1913 года, Кассель — 30 сентября 1951 года, озеро Бодензее) — штурмбаннфюрер СС, командир 101-го тяжёлого танкового батальона 1-й танковой дивизии СС «Лейбштандарт СС Адольф Гитлер» (личный номер СС 39 402), танковый ас, командир танка Pz.Kpfw.VI «Tiger I», уничтоживший более 51 танка противника. Кавалер Рыцарского креста Железного креста и Золотого Германского креста.

## Биография
Генрих Клинг родился в Касселе 10 сентября 1913 года.

### Служба в начале Второй мировой войны
27 августа 1932 года Клинг поступил на службу в 7-ю роту полка СС «Германия» в Аулозене. Чуть позже он проходил обучение в юнкерской школе СС в Бад-Тёльце. 9 ноября 1938 года, после присоединения к Германии Судетской области, он получил чин унтерштурмфюрера СС и должность командира 10-й роты полка СС «Германия». Во время Польской кампании принимал участие в боях в составе 9-й роты, а позже был переведен в стал командиром 6-й роты 12-го полка дивизии СС «Мертвая голова». Получив звание оберштурмфюрера СС, он командовал 3-й ротой и как её командир 20 августа 1940 года был награждён Железным крестом второго класса.
После того как в августе 1940 года его эсэсовский штандарт (полк) был расформирован, он возглавил 10-ю роту в 15-м штандарте «Мертвой головы». С декабря 1940 года он командовал 1-й ротой 5-го пехотного полка дивизии «Мёртвая голова». В июле 1941 года его рота была передислоцирована из Растенбурга в Вишау, недалеко от Брюнна. Там рота была переформирована и вошла как 18-я рота в состав 4-го батальона дивизии СС «Лейбштандарт».
После нападения на Советский Союз Клинг участвовал в боях на границе, был дважды ранен в ногу. 16 июля 1941 года он был награждён Железным крестом первого класса, а 9 ноября получил чин гауптштурмфюрера СС. После второго ранения он провёл несколько месяцев в госпитале. В июне 1942 года он был направлен в резервный батальон СС, где занимался подготовкой командиров танковых рот. В ноябре 1942 года Клинг получил приказ направиться во 2-й батальон танкового полка дивизии «Лейбштандарт».

### Формирование тяжёлой танковой роты дивизии СС «Лейбштандарт СС Адольф Гитлер»
15 октября 1942 года Главное оперативное управление СС выпустило приказ «О формировании тяжёлой танковой роты танкового полка дивизии СС „Лейбштандарт CC Адольф Гитлер“». Эта рота вооружалась только что принятыми на вооружение тяжёлыми танками «Тигр». Начавшая формироваться тяжёлая танковая рота располагалась в Фаллингбостеле, Саксония. Командование «Лейбштандарта» должно было полностью обеспечить кадрами состав роты с одобрения Главного оперативного управления СС. В итоге состав тяжёлой танковой роты — офицеры, унтер-офицеры и рядовые — формировался не только из служащих танкового полка, но и батальона штурмовых орудий, а также учебного танкового батальона СС. Тяжёлая танковая рота дивизии «Лейбштандарт» была передана под командование гауптштурмфюрера СС Генриха Клинга.
По своему составу рота «тигров» была во много уникальным подразделением. В ней числилось 306 человек, которым было придано 119 машин, включая танки. Несмотря на то, что Клинг командовал ротой, его официальные обязанности были весьма близки к функциям командира батальона. Его непосредственным помощником был оберштурмфюрер СС Вольдемар Шютц, который являлся лишь командиром 1-го взвода, но в помощи Клингу доходил в своих полномочиях до командира роты. Позднее, когда рота «тигров» начала свои действия на Восточном фронте, Шютц остался командиром 1-го взвода. Командиром 2-го взвода был унтерштурмфюрер СС Ханнес Филипсен, 3-го взвода — унтерштурмфюрер СС Гельмут Макс Эрнст Вендорф, а легким танковым взводом из 5 средних танков Pz.III командовал унтерштурмфюрер СС Михаэль Виттман.
Сразу же после получения военно-почтового индекса 48165 рота тяжёлых танков приобрела своё официальное название — 4-я (тяжёлая) рота танкового полка СС «Лейбштандарт СС Адольф Гитлер». Как 4-я рота данное подразделение должно было подчиняться командиру 1-го танкового полка, но с учётом её особого характера она подчинялась напрямую командиру дивизии. К январю 1943 года рота тяжёлых танков, полностью укомплектованная личным составом и танками, состояла из 15-ти «тигров» и 5-ти Pz.III В конце января танки были покрашены в белый камуфляжный цвет, и рота стала готовиться к отбытию на Восточный фронт.

### Боевые действия под Харьковом
В начале февраля 1943 года рота была переброшена по железной дороге под Харьков. 7 февраля 43 первый жд состав прибыл в Харьков, 8-го второй и 9-го третий состав. Вечером 9-го третий состав отправили в Полтаву с 3 PzKpfw VI и 5 PzKpfw III, где техника и личный состав оставались до воссоединения с ротой 25 февраля. 
В начале февраля 1943 года под Харьковом концентрировались войска 2-го танкового корпуса СС, которым командовал Пауль Хауссер. Первыми на позициях оказались дивизии СС «Лейбштандарт» и «Райх». Во избежание лишних потерь дивизии «Лейбштандарт» было приказано оставить свои позиции. 10 февраля 1943 года при сильном морозе по глубокому снегу началось отступление, местами части Красной армии преследовали отступающих, намереваясь ударить им в тыл. В тот день из состава «Лейбштандарта» была сформирована мощная ударная группа и передана под командование оберштурмбаннфюрера СС Отто Кумма из дивизии СС «Рейх». В состав данной ударной группы входил и танковый полк «Лейбштандарта», но большинство «Тигров» не смогли принять участие в боях. Два танка вышли из строя из-за повреждения двигателей. Ещё один оказался в реке — под ним рухнул мост. «Тиграм» предстояло отбить советскую атаку, нацеленную на станцию Рогань к юго-востоку от Харькова. Там завязались ожесточенные бои, так как советское командование планировало прорвать немецкую линию обороны на участке между позициями 2-го и 3-го батальонов моторизованного полка СС. В это же самое время командование танкового корпуса войск СС во главе с Паулем Хауссером, невзирая на приказ Гитлера, принимает решение оставить Харьков, чтобы спасти танковое соединение от полного уничтожения.
В феврале 2-му танковому корпусу СС удалось фактически невозможное — в тяжёлых оборонительных боях он остановил наступление трёх советских армий, в результате чего была стабилизирована обстановка на южном участке Восточного фронта. 19 февраля 1943 года немецкие части, занимавшие оборону к югу от Харькова, стали переходить в наступление. К 21 февраля в ежедневной сводке «Лейбштандарта» сообщалось, что в строю осталось только 6 «Тигров» и 49 Pz.VI. 24 февраля было принято решение направить все незадействованные в боях подразделения в Красноград на ремонт техники и отдых личного состава. В Красноград был переведен и штаб «Лейбштандарта». К тому моменту в Полтаве оставалось ещё несколько «тигров», а также Pz.III, которые Виттман доставил на последнем эшелоне из Германии. 25 февраля «Тигры» из Полтавы были посланы к основным силам, чтобы начать действовать на других участках фронта. С конца февраля началась распутица, которая ухудшала проходимость дорог. 12 февраля 1943 года экипаж «тигра«, которым командовал унтершарфюрер Вишен (артиллерист Шамп), выдвинулся из Мерефы в направлении Полтавы. Во время пути обнаружилось, что у танка загорелся двигатель. После безуспешных попыток спасти машину экипаж был вынужден оставить её. В те дни первые модели «тигров» очень часто страдали от возгорания двигателей.  Выбравшись из танка, экипаж Вишена был вынужден провести на жутком морозе несколько дней. Дело в том, что новую модель танка, секретный «тигр», им было запрещено оставлять. Не дождавшись помощи, в ночь с 15 на 16 февраля было решено уничтожить «тигр«, чтобы он не попал в руки красноармейцев. Танк был взорван 16 февраля 1943 года в 11 часов 15 минут. За следующий день экипажу, оставшемуся без танка, удалось добраться до поселка Новая Водолага. Там пятеро танкистов провели несколько дней. К 25 февраля после четырёх дней пути по морозу им удалось достичь города Красноград. Но экипаж в полном составе просуществовал недолго — 9 марта в бою был убит его командир Вишен. 1 марта «Лейбштандарт» получил новое задание: прорвать линию советской обороны на участке между Орлом и селом Берестовая. 5 марта рота тяжелых танков была переброшена из Полтавы в район в 30 километрах на север от Краснограда. На этом пути загорелся «Тигр» унтерштурмфюрера СС Юргена Брандта (бортовой номер 432), танкисты выжили, но танк спасти не удалось. В пути ещё несколько «Тигров» сломались, а 06.03.43  1 PzKpfw VI № 431  (Untersturmführer Helmut Wendorff) провалился под лед. Их экипажи вместе с машинами остались дожидаться ремонтной команды. В итоге на исходные позиции вышло всего 4 тяжелых танка.
На тот момент из подразделений «Лейбштандарта» формировалась мощная ударная группа. Она включала в себя, кроме роты «Тигров», 1-й батальон танкового полка, 3-ю батарею артиллерийского полка, 2-ю роту противотанкового батальона и подразделения полка реактивной артиллерии. Все эти силы были сосредоточены к юго-востоку от Крутой Балки. Отсюда ударная группа СС должна была атаковать села Ландышево и Благодатное, после чего прорваться к посёлку Снежков. После ориентировки на местности туда был послан 1-й танковый батальон, которым командовал унтерштурмфюрер СС Макс Вюнше.
Подготовка к наступлению длилась всю ночь 6 марта 1943 года. Штаб дивизии «Лейбштандарт» до 6 часов утра получал сообщения о готовности к началу наступления. В 7:00 в расположение разведывательного батальона прибыли четыре танка тяжелой танковой роты «Лейбштандарта», остальные «Тигры» ещё находились в пути. В тот день в бою участвовали «Тигры», которыми командовали гауптштурмфюрер Клинг (бортовой номер 405), унтерштурмфюрер Вендорф (435), гауптшарфюреры Пёчлак (426) и Хартель (418). В 11 часов «Тигры» начали продвижение по разбитым и заболоченным дорогам. В атаке с ними участвовали разведывательный батальон и 1-й батальон танкового полка. Первые несколько часов наступление осуществлялось успешно, но в 14 часов танки в нескольких километрах к югу от Снежкова попали под огонь советских противотанковых орудий. «Тигр» с бортовым номером 426 несколько раз был поражен советскими снарядами в башню и в командирскую рубку, заклинило орудие танка, а командир экипажа был тяжело ранен. После ремонта машины командиром экипажа стал унтерштурмфюрер Модес. Этот «Тигр» в бою уничтожил Т-34 и пять 76,2-миллиметровых противотанковых орудий.
Между тем советское командование послало в Харьков свежие части. Но «Лейбштандарт», как и весь 2-й танковый корпус СС, уже перешёл в наступление. Левый фланг его прикрывала дивизия СС «Мертвая голова», правый — дивизия СС «Рейх». 7 марта 1943 года в 13:15 рота тяжёлых танков вместе с 1-м моторизованным полком «Лейбштандарта», которым командовал штандартенфюрер СС Витт и разведывательным батальоном СС достигли Валков. Продолжая наступать, подразделения СС смогли взять поселок к 16:30. Этот тактический успех позволил установить непосредственную связь с группой Пайпера, которая располагалась севернее. 8 марта 1943 года части «Лейбштандарта» продолжили движение на север. На этот раз их тактической задачей был захват деревни Огульцы и выход к городку Люботин, чтобы перекрыть дорогу к Харькову. Рота «Тигров» при поддержке разведывательного батальона, не встречая значительного сопротивления, продвинулась от Валков до Богара. 9 марта 1943 года была взята деревня Пересечная. Вечером того же дня рота тяжелых танков была влита в состав ударной группы, основой которой был 1-й моторизованный полк «Лейбштандарта». Целью этого соединения был Люботин. Тем временем штурмман СС Шамп в одном из подбитых Т-34 нашёл документы о том, что советская сторона получила информацию о появлении новой модели танка, и могла подготовиться к встрече с «Тигром».
Рота тяжелых танков и 1-й моторизованный полк «Лейбштандарта» начали наступление в 4 часа утра 11 марта 1943 года. Боевые группы дивизии СС после ожесточенных боев смогли прорваться на северо-восточные окраины Харькова. Наступающим немецким частям была оказана поддержка огнём реактивных артиллерийских установок. К вечеру бои шли уже на подступах к Красной площади, то есть в самом центре города. В ходе этих боев унтерштурмфюреру СС Филипсену удалось подбить один Т-34 и две противотанковые пушки. Но танковая дуэль с КВ-1 закончилась неудачно — советский бронебойный снаряд попал в башню «Тигру», командир его был тяжело ранен, а наводчик роттенфюрер СС Виллемс моментально убит.
Советское сопротивление в Харькове продолжалось 12 и 13 марта 1943 года. За каждый квартал шёл ожесточенный бой. Боевая группа «Лейбштандарта» продвигалась в юго-восточном направлении. 14 марта 1943 года третья битва за Харьков стала подходить к своему апогею, в 16:45 командование «Лейбштандарта» сообщило в штаб танкового корпуса Ваффен-СС о том, что центр города взят. Окончательная ликвидация советских войск в Харькове закончилась 15 марта. Это поражение имело большие стратегические последствия для Красной Армии. Трехсоткилометровый разрыв в Восточном фронте, который возник после Сталинградского сражения, был успешно закрыт немецкими частями. В последующие дни было взято несколько окрестных городов, командование «Лейбштандарта» наметило для себя новую цель — Белгород, расположенный севернее Харькова.
18 марта 1943 года, в погожий и ясный день, 2-й усиленный моторизованный полк «Лейбштандарта» при поддержке отряда Пайпера двигался в северном направлении. Накануне подразделение Пайпера было усилено двумя «Тиграми». Наступление началось в 6:40, немецкие штурмовики атаковали участок фронта между селами Крестово и Наумовка. Двадцать минут спустя Пайпер сообщал, что прорвал линию советской обороны и успешно продвигается на посёлок Отрадный. Одним из «Тигров», принимавшим участие в этой атаке, командовал гауптштурмфюрер СС Клинг, наводчиком был панцершютце Карл Хайнц Вармбрунн. Этот экипаж за день уничтожил Т-34, полугусеничный бронетранспортер М2, три 76,2-мм. противотанковых орудия, бронеавтомобиль, а также раздавил гусеницами 150-мм. орудие. В 11:35 Пайпер передал в радиоэфир: «Белгород захвачен. Восемь подбитых танков». В 13:15 полугусеничные бронетранспортеры при поддержке 7-й танковой роты СС и двух «Тигров» выдвинулись на север города. Несколько часов спустя Пайпер докладывал, что в столкновении с советскими войсками у села Стрелецкое его боевая группа уничтожила семь русских танков. В ходе боя в селе был разрушен мост через речку, что остановило наступление немцев и позволило подразделениям Красной Армии ночью отойти на восток. 20 марта в 6:15 боевая группа Пайпера и несколько «Тигров» выступили в направлении Курска. В селах Скопино и Гонки их ожидало ожесточенное сопротивление советских войск. После кровопролитного боя боевая группа Пайпера была вынуждена отойти на позиции к деревне Оскочное в 12 километрах на север от Белгорода, где перешла в оборону.
22 марта 1943 года в Харьков прибыло около 600 человек унтер-офицерского и рядового состава — первое пополнение «Лейбштандарта» в качестве дивизии. В эти дни почти все части «Лейбштандарта» были направлены на отдых, получив заслуженный перерыв в боях. 19 марта, Адольф Гитлер выпустил специальный приказ по соединениям групп армий «Юг» и «Центр». Исключительный тактический талант офицеров «Лейбштандарта», который в марте 1943 года смог перейти от обороны в наступление и после тяжелых уличных боев повторно захватить Харьков, отмечался во множестве газет и радиосообщений. 
«Лейбштандарт СС Адольф Гитлер» добился великой победы над превосходящими силами противника и покрыл свои знамёна неувядающей славой"
.
«Тигры», которые сломались на подходе к Харькову, в итоге были доставлены в город, где их экипажи соединились со своей ротой. Между тем наступила весна, и окрестности Харькова превратились на какое-то время в непролазное болото. Инспектор танковых войск генерал-полковник Гудериан и генерал Кемпф в те дни посетили Харьков, чтобы встретиться с танкистами из состава «Лейбштандарта», в честь которых центральная Красная площадь была переименована в площадь Лейбштандарта. Именно там стояли «Тигры» из тяжелой роты дивизии СС. Дивизия получила пополнение, обучением которого занялись офицеры и унтер-офицеры.
Солдаты очень редко видели командира роты тяжелых танков. В некоторой степени Хайнц Клинг так и не смог избавиться от установок довоенного времени. Он считал, что самым важным была дисциплина. В итоге он общался только с офицерским и унтер-офицерским составом, изредка интересуясь, как шло обучение пополнения. В принципе власть Клинга основывалась только на авторитете, которым он пользовался в роте, однако ему не хватало живости ума. Во многом он полагался на традиционные установки армии: строгое подчинение и безропотное выполнение приказов.
Произошли преобразования и в самой роте тяжелых танков. Из 4-й роты она превратилась в 13-ю тяжелую роту танкового полка СС «Лейбштандарт Адольф Гитлер». Почему для неё был выбран 13-й номер, до сих пор остается неизвестным, не исключено, что это должно было подчеркнуть её особый характер, так как она не входила в состав ни одного из полковых батальонов. Сама же 4-я танковая рота вошла в состав 1-го батальона танкового полка СС. Отличительной чертой нового подразделения было то, что на башнях танков рисовались не номера, а только номер роты — 13. К лету 1943 года «Тигры» получили многоцветную камуфляжную расцветку, что должно было помочь им слиться с пестрым украинским пейзажем. Между тем приближалась дата крупного немецкого наступления. 30 июня 1943 года 13-я тяжелая рота «Лейбштандарта» выдвинулась на север. Но почти сразу же случилась неприятность — в первый же день пути сломался танк командира роты, и штурмман Шамп взял его на буксир. 4 июля командирский «Тигр» (бортовой номер 1321) получил новый двигатель. Движение продолжилось в режиме радиомолчания. После этого всем стало ясно, что предстояло наступление.

### Бои на Курской дуге
В ночь на 5 июля 1943 года 11 «Тигров» вышли на контрольную точку 222.3 и заняли позиции на дороге из Томаровки в Быковку. Подготовка к наступлению началась в 3:15. Вместе со штурмовыми орудиями «Тигры» были готовы начать продвижение вниз по дороге, чтобы как можно быстрее достигнуть высоты 228.6. В 3:15 «Тигры» уже смогли прорваться к высоте 228.6. Оба моторизованных полка «Лейбштандарта» перешли в наступление в 4:05, во главе каждого из них двигались ударные батальоны. Их целью была высота 220.5. Части Красной армии смогли не только заминировать подходы к ней, но и создали на данном участке фронта глубокоэшелонированную оборону. Врытые по башню в землю Т-34 и замаскированные противотанковые орудия остановили продвижение вперед «Тигров» и штурмовых орудий. Перед самой высотой 220.5 панцергренадеры натолкнулись на хорошо укрепленные траншеи. В итоге рота «Тигров» получила приказ прорываться через советские позиции к югу и юго-востоку от Быковки.
Гауптштурмфюрер СС Клинг передал по радио приказ: «Танки — вперед!» На большой скорости одиннадцать «Тигров» устремились на север. Командиры экипажей могли определять расстояние до советских позиций только по вспышкам выстрелов противотанковых орудий. Никогда ранее немецкие танковые войска не сталкивались с таким количеством противотанковых орудий и врытых в землю Т-34. Но «Тигры», которые не поражались в лоб из советских 76,2-мм. пушек, проломили оборонительный рубеж. Пытаясь остановить их, командование ввело в бой резерв — 12 Т-34, атаковавших «Тигры» в лоб. Наводчик танка Клинга штурмман Вармбрунн в течение минуты подбил два советских танка, другие «тигры» уничтожили ещё 5 танков, оставшиеся Т-34 отступили. За первый день наступления экипажем Клинга (точнее, его наводчиком-артиллеристом Вармбрунном) было уничтожено девять огнеметов, подорвано семь ДЗОТ-ов, подбито четыре Т-34 и девятнадцать 76,2-миллиметровых противотанковых орудий.
«Тигры» двинулись вперёд, как только сапёры расчистили им дорогу сквозь минные поля и противотанковые рвы. Вскоре они оказались близ высоты перед новой линией советской обороны с противотанковыми орудиями и вкопанными в землю Т-34. В 11:45 была проведена артподготовка из реактивных миномётов, и после пяти часов неутихающей борьбы «Тигры», штурмовые орудия и подразделения 2-го моторизованного полка СС смогли захватить высоту 220.5. Потери советской стороны были огромными. Сложно сказать, сколько экипажам «Тигров» удалось уничтожить Т-34 и противотанковых орудий.
В представлении гауптштурмфюрера Клинга к Золотому Германском кресту говорилось: 
«Когда наступление гренадеров стало затухать, гауптштурмфюрер Клинг принял решение прорваться силами танковой роты через заминированную территорию, невзирая на массированный обстрел из противотанковых орудий. Атакуя силами одиннадцати танков, он прокладывал путь к высоте шаг за шагом. Четыре раза ему приходилось сменять танк, и, наконец, последними оставшимися в его распоряжении танками он смог прорвать линию обороны противника»
.
В 12:30 значительная часть 2-го моторизованного полка СС оберштурмбаннфюрера Гуго Крааса достигла высоты 215.4 в 2,5 километрах южнее Быковки. Это была цель первого дня наступления. В тот же день оба моторизованных полка СС вступили в Быковку. На 6 июля 1943 года дивизиям «Лейбштандарт» и «Рейх» была поставлена задача прорваться к юго-востоку от Яковлево. Рота «Тигров» должна была взять хорошо укрепленную высоту 243.2. Наступление началось рано утром, части Красной Армии оказывали ожесточенное сопротивление. В тот день «Тигр» № 1324 штурммана СС Рольфа Шампа, много немецких танков и транспортных средств подорвались на советских минах, которыми были в изобилии усыпаны те края. Клинг с тремя оставшимися «Тиграми» к полудню все-таки смог захватить высоту 243.2. и преследовал отступающие части Красной Армии. Но в 13:15 советские войска при поддержке 38 танков со стороны Яковлево предприняли атаку на позиции 1-го моторизованного полка СС. 13-й тяжелой роте удалось отразить эту атаку — вместе с танковой группой «Лейбштандарта» они уничтожили 8 советских танков, после чего остальные повернули назад.

В представлении гауптштурмфюрера Клинга к Золотому Германскому кресту говорилось: 
«Он немедленно стал преследовать противника. Не обращая внимания на опасность, он повел танковую группу вперед, после чего смог захватить окрестности холма к западу от Прохоровки. Наш танковый клин углубился на 60-70 километров в позиции противника. За два дня боев его рота уничтожила пятьдесят Т-34 и по одному КВ-1 и КВ-2. Сам гауптштурмфюрер Клинг внес большой вклад в этот успех, подбив девять танков неприятеля»
.
Пока «Тигр» демонстрировал убедительное превосходство над советскими танками и противотанковыми орудиями. Несмотря на ожесточенное сопротивление врытых в землю Т-34 и противотанковых орудий, «Тигры» неоднократно прорывали советские позиции и делали проходы для немецких гренадеров.
7 июня 1943 года село Тетеревино атаковали три Т-34 с пехотой на броне. Дорогу им преградил «Тигр», и в коротком бою все три советских танка были подбиты. На следующее утро Тетеревино атаковало уже тридцать Т-34. В ходе боя 2-му батальону 2-го моторизованного полка «Лейбштандарта» удалось вытеснить советские подразделения из села. В этот момент подразделения 1-го моторизованного полка общей численностью около 1000 человек заняли села Покровка и Яковлево. Следующий удар танковой группы дивизий «Лейбштандарт» и «Рейх», при поддержке штурмовиками и пикирующими бомбардировщиками, был нанесен по дороге Тетеревино — Прохоровка. В 7:10 немецкие части были атакованы с севера двадцатью Т-34. К полудню в ходе ожесточенной танковой дуэли почти все советские танки были уничтожены.
8 июня в 8 часов танковые группы дивизий «Лейбштандарт» и «Рейх» продолжили наступать на северо-запад. К юго-востоку от посёлка Веселый танковая группа «Лейбштандарта» столкнулась с 80 советскими танками. Бой длился до 10:30. После этого советские танки повернули на юг и атаковали 1-й батальон 2-го моторизованного полка в деревне Яблочки. После перегруппировки танковая группа «Лейбштандарта» продолжила наступать далее на запад, и в 12 часов у Веселого вновь начался танковый бой.
Описание боя в посёлках Веселый и Рыльский, в котором принимали участие «Тигры», сохранилось в том же представлении Клинга к Золотому Германскому кресту: «Атака 2-го батальона 1-го моторизованного полка СС была остановлена укрепленными противотанковыми рубежами противника, состоящими из противотанковых пушек и врытых в землю танков. Гауптштурмфюрер Клинг с четырьмя танками нанес удар по флангу рубежа, уничтожив несколько танков противника. Поскольку наступление продолжалось, Клинг, оказавшийся во главе смешанной танковой группы, решительно двинулся вперед, выйдя в тыл оборонительных рубежей противника. Это заставило неприятеля, который в тот день потерял на этом участке фронта сорок два Т-34, бежать в панике».
10 июля 13-я рота тяжёлых танков вместе с батальоном штурмовых орудий вошла в состав ударной группы 2-го моторизованного полка СС. Перед ними была поставлена задача после окончания обстрела советских позиций продвинуться вплоть до Прохоровки, при огневой поддержке всем артиллерийским полком «Лейбштандарта» и 55-м полком реактивной артиллерии. Танковый полк «Лейбштандарта» должен был наступать параллельно ударной группе по дороге Тетеревино — Лучки. С рассветом «ракетенверферы» и тяжёлая артиллерия открыли огонь по советским позициям. В три часа ночи «Тигры» вышли на исходные позиции к северу от Тетеревино. Части «Лейбштандарта» начали своё наступление на Прохоровку в 10:45. При этом часть артиллерийских батальонов перенесла свой огонь на холмы к реке Псел, где части дивизии «Мертвая голова» вели ожесточенные бои. К 13:00 наступающие достигли границы леса у села Слоевое возле высоты 214.6. Здесь завязался кровопролитный бой, где немцев выручила только поддержка «Тигров» и штурмовых орудий. Наступление развивалось, по мере приближения к оборонительному рубежу было уничтожено несколько замаскированных противотанковых орудий. При поддержке разведывательного и 1-го танкового батальонов 2-го моторизованного полка СС в 16:30 советские позиции были окончательно прорваны и высота взята. В этот же день в ходе напряжённого боя возле Тетеревино унтершарфюрер СС Франц Штаудеггер на «Тигре» подбил 22 Т-34 из танковой колонны, решившей совершить обходной манёвр и напасть на немцев с тыла. За это Гитлер лично наградил его Рыцарским крестом.
11 июля немецкие танковые части начали наступление на Прохоровку с того, что «Лейбштандарт» нанес с двух флангов удар по советским позициям. И почти сразу же Т-34 атаковали позиции 2-го моторизованного полка СС близ деревни Ямки. Но наступление продолжалось. К юго-западу от посёлка Октябрьский подразделения СС натолкнулись на не замеченный ранее противотанковый рубеж. 2-й моторизованный полк СС и рота «Тигров» начали штурм высоты 252.2. После тяжелого боя противотанковый рубеж был прорван, а высота взята. В 13:30 советские части при поддержке танков атаковали уже немецкие позиции у высоты 252.2. После тяжёлого боя немецким гренадерам удалось отразить атаку.

В те дни в документах было записано о боях, в которых принимала участие рота тяжёлых танков:
«После ухода подразделения из Тетеревино и продвижения на полтора километра вперед к западу от Прохоровки четыре танка из роты под командованием Клинга успешно принимали участие в отражении наступления советских танков на наши позиции. Клинг и находящиеся под его командованием три боеспособных „Тигра“ 10-11 июля 1943 года сами шли навстречу танкам противника. В ходе этих боев было уничтожено двадцать четыре Т-34. Благодаря личным усилиям Клинга, который уничтожил двадцать восемь противотанковых орудий, стало возможным наше наступление на высоту в полутора километрах от Прохоровки. В ходе этих боев Клинг был ранен»
.
После ранения Клинга командование ротой взял на себя Михаэль Виттман. Сам же Хайнц Клинг воссоединился со своей ротой уже в Италии. 25 августа 1943 года он был награждён золотым знаком «За ранение» (он получал уже пятое ранение). Именно Виттман командовал танковой ротой во время сражения у Прохоровки и дальнейших боёв, где танки «Тигр» ещё раз убедительно доказали своё превосходство над советской техникой.
17 июля 1943 года после наступления темноты немецкие части, располагавшиеся западнее Белгорода, стали отступать. Для дивизии СС «Лейбштандарт» это означало окончание операции «Цитадель». Несмотря на очевидный успех этой дивизии в уничтожении беспрецедентной советской противотанковой системы, можно было говорить о поражении немецких войск. К концу операции потери дивизии составили 474 человека убитыми (21 офицер), 2202 человека раненными (65 офицеров), 77 человек пропавшими без вести (1 офицер). В самой 13-й роте тяжелых танков в тех боях погибло лишь пять человек. В операции «Цитадель» принимало участие 146 «тигров», и они зарекомендовали себя с самой лучшей стороны. Об этом говорят хотя бы результаты сражения. На счету экипажа Михаэля Виттмана было по меньшей мере 30 танков, 28 мощных противотанковых орудий и 2 советские артиллерийские батареи. За время сражения экипаж командира роты гауптштурмфюрера СС Клинга подбил 18 танков и 27 противотанковых орудий. При этом каждый день советская пропаганда сообщала о множестве уничтоженных «Тигров», но это не соответствовало действительности. В частности, говорилось о 2818 подбитых немецких танках, 700 из которых составляли «Тигры». Подчеркнем, что это число превышало количество «Тигров», имевшихся в тот момент на всем Восточном фронте.

### Переформирование 13-й роты
27 июля 1943 года все части «Лейбштандарта» получили особый приказ: они должны были передать все имеющие танки другим дивизиям. 29 июля в 7 часов утра все танкисты были погружены в Горловке на грузовики, и их доставили на железную дорогу. На экспрессе «Стрела молнии» они отбыли в Германию, а потом в Южный Тироль. После кратковременного отдыха в Тироли танкисты на грузовиках отбыли в Реджо-нель-Эмилию, где расквартировались 8 августа.
Командованием СС на базе дивизии «Лейбштандарт» был сформирован I танковый корпус СС. 19 июля 1943 года было принято решение, что в его составе будет создан танковый батальон номер 101, укомплектованный только «Тиграми». Сам номер 101 (1-й танковый корпус, 1-й танковый батальон) указывал на исключительное положение этого подразделения: если «Лейбштандарт» считался воинской частью № 1 в Германии, то тяжелый танковый батальон был подразделением № 1 в «Лейбштандарте», это танковое подразделение было самым элитным во всем рейхе.
101-й танковый батальон должен был состоять из штаба батальона, штабной роты, трех тяжелых танковых рот и роты технического обслуживания. 13-я тяжелая танковая рота, которой к концу Курского сражения командовал Михаэль Виттман, должна была стать 3-й танковой ротой этого батальона. Комплектование батальона началось в июле, частично из офицеров батальона штурмовых орудий «Лейбштандарта». 10-13 августа в Реджо-нель-Эмилию с ближайшей железнодорожной станции прибыло 27 новых «Тигров» и два новых танковых экипажа. Формальная ликвидация 13-й роты тяжелых танков привела к тому, что появились две новые тяжелые танковые роты. Одной из них командовал унтерштурмфюрер СС Вендорф, другой —гауптштурмфюрер СС Клинг, ему же было поручено заниматься формированием и укомплектованием 101-го танкового батальона. Первая полностью укомплектованная тяжелая танковая рота появилась на свет 14 августа. Ещё 5 августа командиром 101-го батальона был официально назначен штурмбаннфюрер СС Хайнц фон Вестернхаген. Но батальон в то время существовал только на бумаге, да и сам Вестернхаген не мог присоединиться к своему батальону. Под Курском он был тяжело ранен в голову и долгое время проходил лечение. После лечения ему надлежало пройти специальное обучение в располагавшейся в Париже школе бронетанковых войск, где были организованы курсы для будущих командиров танковых батальонов. В итоге до прибытия Вестернхагена реальным командиром формирующегося батальона оставался Клинг. Им почти сразу же были сформированы экипажи для всех 27 «тигров», и началась подготовка.
8 сентября 1943 года прибыл приказ о приведении танкового батальона в состояние боеготовности. Итальянцы перешли на сторону англо-американских союзников. 101-й тяжелый танковый батальон «Лейбштандарта» не принимал участия в разоружении итальянских гарнизонов: в большинстве случаев итальянцы добровольно складывали оружие. 9 сентября 1943 года в окрестностях Реджо-нель-Эмилии появилось множество немецких войск. Итальянские войска, ещё недавно являвшиеся союзниками немцев, были интернированы. За счет итальянцев пополнялся моторный парк «Лейбштандарта», в первую очередь это касалось автомобилей «Фиат» и «Студебеккер». В сентябре в свою роту после шестимесячного лечения вернулся унтерштурмфюрер Филипсен. Фактическое командование 101-м танковым батальоном осуществлялось четырьмя офицерами: Клингом, Виттманом, Вендорфом и Филипсеном.
23 сентября 1943 года 101-й танковый батальон «Лейбштандарта» был направлен на север, в местечко Корреджо. 8 октября 1943 года в 101-й танковый батальон прибыли новые кадры. 5 октября в составе 101-го батальона появилась 3-я танковая рота. Её возглавил гауптшарфюрер СС, кавалер Рыцарского креста Альфред Гюнтер из батальона штурмовых орудий «Лейбштандарта». 27 октября 1943 года батальон получил приказ готовиться к отъезду в Россию. «Тигры» и прочие транспортные средства 3-й тяжелой танковой роты были загружены на железнодорожные эшелоны 1-2 ноября. На тот момент преобразованная 3-я тяжелая танковая рота состояла из пяти танковых взводов по пять «Тигров» в каждом, в общей сложности 27 «Тигров». Эта было очень мощное танковое подразделение. Кроме Вендорфа и Виттмана, которые возглавляли соответственно 1-й и 2-й танковые взводы, командирами остальных танковых взводов были унтерштурмфюреры СС Эдуард Калиновски (3-й взвод), Вальтер Хан (4-й взвод) и Фриц Хартель (5-й взвод). 11 ноября 1943 года четыре эшелона с «тиграми» прибыли в Бердичев.

### Бои на Украине
Танковая рота Клинга разгрузилась 14 ноября 1943 года возле Фастова. В тот момент в наличии было только 18 «Тигров», девять из которых нуждались в текущем ремонте. 15 ноября она оказалась в распоряжении оберштурмбаннфюрера СС Гуго Краса — командира 2-м танкового полка «Лейбштандарта». Силы танковой дивизии «Лейбштандарт» должны были атаковать на север по дороге Житомир — Киев, под прикрытием частей 1-й и 25-й танковой дивизии и дивизии СС «Рейх». 15 ноября «Тигры» начали движение вместе с 2-го танковым полком «Лейбштандарта», атакуя между сёлами Корнин и Лисовка. Атака прошла успешно, и к вечеру позиции «Лейбштандарта» проходили по следующей линии: Турбовка (разведывательный батальон 1-го танкового полка), Водотый (1-й танковый полк), Брусилов (2-й моторизованный полк). В этих боях участвовали все «Тигры». На следующий день 11-я рота 1-го танкового полка смогла взять село Водотый. Утром на следующий день эта рота была атакована советской пехотой, которая уничтожила все бронетранспортёры, и только вмешательство 2 «Тигров» Эдуарда Калиновски, которые привёл в село унтершарфюрер Руди Ренгер, спасло её от уничтожения.

Южнее села «Тигры» под командованием Клинга атаковали советские танки. В представлении гауптштурмфюрера Клинга к Золотому Немецкому кресту говорится: 
«16 ноября 1943 года усиленный советский батальон с хода смог взять деревню Лисовка. Гауптштурмфюрер СС Клинг находился в составе боевой группы, которой было поручено захватить поворот дороги, а затем силами пяти „Тигров“ при незначительной поддержке пехоты атаковать противника. Его осмотрительное командование, которое дополнялось агрессивностью маневра, привело к тому, что деревня была отбита у противника. В ходе данной операции было уничтожено восемь тяжелых противотанковых орудий неприятеля и большая часть русского артиллерийского батальона. Залогом успеха данных действий стала личная храбрость гауптштурмфюрера Клинга, который благодаря своему тактическому успеху смог обеспечить продвижение на север многим частям дивизии»
.
17 ноября 1943 года «Тигры» с бронетранспортерами и самоходными гаубицами «Грилле» из 14-й тяжелой роты 2-го моторизованного полка «Лейбштандарта» атаковали деревню Лучин. На максимальной скорости десять «тигров» и бронетранспортеры ворвались в село, где столкнулись с советским усиленным полком, который поддерживался танками и многочисленными противотанковыми орудиями. «Тигры», обладая более дальнобойными орудиями, открыли огонь по советским позициям, и бой длился полтора часа до полного уничтожения советских войск, немцы также понесли потери. После окончания боя немцы заняли Лучин, русскими была предпринята контратака с целью вернуть деревню. Ночью — ещё одна контратака батальоном пехоты и танков из деревни Федоровка. Танки Клинга смогли отразить удар, но на следующий день атака повторилась из деревни Голяки. В результате упорного боя «Тигры» смогли подбить несколько советских танков. К полудню бой разгорелся с новой силой, Красной Армии удалось войти на окраины деревни, и немецкое командование уже готовилось ввести в бой резервный батальон панцергренадеров. Советские войска попытались обойти Лучин с севера, чтобы нанести удар во фланг «Лейбштандарту», мощная танковая атака поддерживалась огнём артиллерии из села Голяки. Одновременно части Красной Армии продолжали продвигаться к юго-востоку села Дывин. «Тигру» Рольфа Шампа пришлось едва ли не в одиночку отражать советское наступление. За два дня боев танковой ротой Клинга было подбито 13 Т-34, 25 тяжелых противотанковых орудий.
В тот же день 1-й моторизованный полк «Лейбштандарта» на дороге Житомир — Киев смог закрепиться в селе Кочерово и помешать наступлению советских войск. В ходе наступления немецкого 48-го танкового корпуса положение Красной Армии в Житомире могло стать критическим. В итоге советские войска в спешном порядке создавали укрепленный рубеж по линии: Фастов — Голяки — Брусилов — Приворотье — берег реки Вилия — Тетерев — Студеница. Но когда этот рубеж стал создаваться, «Лейбштандарт» был уже в Кочерово. В ночь на 19 ноября 1-я и 9-я немецкие танковые дивизии смогли захватить Житомир. После этого части 1-й танковой дивизии повернули на север, чтобы соединиться с «Лейбштандартом» в Кочерово.
Утром 19 ноября «Тигры» оставили свои позиции в Лучине — их сменила 25-й танковая дивизия. Тяжелая танковая рота Клинга направилась к деревне Моросовка. Главной тактической целью их было взятие Брусилова, намеченное на 20 ноября 1943 года. 20 ноября усиленный 2-й моторизованный полк «Лейбштандарта» начал наступление с двух сторон дороги Водотый — Брусилов. Одновременно с этим последовало советское контрнаступление. Занятая немцами Моросовка была атакована частями Красной Армии с востока, но неудачно — почти сразу же русские танки натолкнулись на «Тигры», подбившие около 20 Т-34, при этом потеряв один «Тигр». В итоге 2-й моторизованный батальон СС уже в 4:15 утра вел бои в полутора километрах от Брусилова, но с рассветом немецкое наступление было остановлено массированным огнём советской артиллерии. Батальон попытался обойти советские позиции с фланга, но уперся в болота, где был накрыт советскими снарядами. К западу от Брусилова наступление вел батальон «пантер» штурмбаннфюрера Кульмана, атаковавшего из села Пилиповка. В 5:45 командование дивизии приняло решение остановить бессмысленные и кровопролитные атаки.
Между тем рота «Тигров» смогла вклиниться в советские позиции на три километра. В это время пара танков была подбита и оставлена под прикрытием Юргена Брандта. Когда невдалеке появилась советская батальонная колонна, Брандт атаковал их и в считанные минуты расстрелял почти всю технику, при этом его танк серьёзно не пострадал. Но для «Лейбштандарта» в целом этот день был неудачен — прямым попаданием снаряда в деревне Соловьевка был убит командир танкового полка 1-й дивизии СС оберштурмбаннфюрер Шёнбергер, командование танками «Лейбштандарта» принял на себя командир батальона Йохан Пайпер. 21 ноября была предпринята ещё одна немецкая атака на Брусилов. Во время этого наступления 2-му батальону 2-го моторизованного полка удалось закрепиться в лесу на юго-западе города. Находившийся западнее 1-й моторизованный полк СС смог захватить село Приворотье и приближался к деревне Озеряны.
22 ноября дивизия «Лейбштандарт» должна была наступать через Дывин и Ульшку в направлении Ястребеньки, после чего ударить по Брусилову с востока. В этой важной операции немцы возлагали большие надежды на мощь «Тигров». В 5:55 три из них начали атаку с севера на Ульшку и Ястребеньку. Танки прикрывал 1-й батальон 2-го моторизованного полка СС. 2-й батальон того же полка следовал за танками в резерве. В 7:00 советская артиллерия, а также штурмовики и пикирующие бомбардировщики обрушили на 2-й моторизованный полк шквал огня. Немцы восстановились после обстрела, и под прикрытием «Тигров» к 10:00 придвинулись на полтора километра южнее Ястребеньки, понеся большие потери. Для продолжения наступления был задействован резерв — 25 танков Pz.IV, перед которыми двинулись «Тигры». Но югу от Ястребеньки был создан мощнейший противотанковый оборонительный рубеж со вкопанными в землю Т-34, обрушивший на немцев шквал огня. В этих условиях было решено атаковать с фланга прямо под огнём. Танк Эдуарда Калиновски был поражен множество раз, снарядом согнуло ствол пушки. Но, благодаря поддержке «Тигров», наступающие немецкие части ворвались в Ястребеньку в 16:15, и гренадеры вступили в уличные бои с красноармейцами. К 18:00 бой прекратился и деревня была занята. В ходе этого боя было уничтожено две советские САУ и 24 противотанковых орудия.
Когда Клинг был представлен к Немецкому кресту в золоте, то в документах было упомянуто и о роте «Тигров»: 
«22 ноября 1943 года танковая группа напала на деревню Ястребенька, в которой закрепился противник, создавший мощную систему обороны. Двигаясь в первой зоне наступавших подразделений, рота Клинга была вынуждена принять на себя главный удар невероятно мощной противотанковой системы обороны. Несмотря на многочисленные попадания снарядов и тяжелые потери, Клинг смог не только устранить угрозу советского удара с фланга, но и в своем отважном стиле ведения боя ворвался в расположение противотанковых орудий, расположенных на южной окраине деревни, что открыло путь в данный населенный пункт остальным атакующим подразделениям»
.
23 ноября наступление продолжилось северо-восточнее Ястребеньки. 1-я танковая дивизия наступала через деревню Лазаровка, где, соединившись с «Лейбштандартом», должна была наступать далее на Брусилов. При этом всю ночь шёл проливной дождь. К утру в роте Клинга осталось только 4 готовых к бою «Тигра». В 12:30 они и танковая группа 2-го батальона 1-го моторизованного полка СС и 3-го танкового батальона 2-го моторизованного полка СС прошли через Дубровку и атаковали Лазаровку. Во время этого боя экипажем Клинга были уничтожены четыре Т-34 и 3 противотанковых орудия. После этого «Тигры» были заправлены в деревне Местечко. 24 и 25 ноября «Тигры» находились в ремонте, чтобы с 26 ноября вновь наступать на деревню Негребовка, а в дальнейшем на Радомышль.
На тот момент экипажи «тигров» беспокоили не столько советские танки, сколько хорошо подготовленные и мощные противотанковые оборонительные рубежи из широкого фронта 76,2-мм. противотанковых орудий, штурм которых «в лоб» обычно приводил к огромным потерям. Когда предполагалось, что впереди находился хорошо замаскированный советский противотанковый рубеж, в его направлении пускался один-единственный «тигр», обычно командира взвода, который проводил провести разведку боем. Двигаясь так, чтобы не были видны остальные танки, он провоцировал советских артиллеристов открыть по нему огонь с приличного расстояния. При этом выявлялись и в дальнейшем уничтожались все огневые точки Красной Армии. Подобная практика была связана с огромным риском. Во многом безопасность экипажа танка-разведчика зависела от мастерства механика-водителя, который должен был срочно покинуть поле боя после первого выстрела, то есть после выявления места замаскированного противотанкового рубежа. После таких разведок на танке всегда оставалось множество следов от попаданий снарядов.

27 ноября 1943 года части «Лейбштандарта» продолжили вести кровопролитные бои, отогнав советские войска на северо-восток. 28 ноября рота «Тигров» под командованием Клинга вместе с 3-м батальоном 2-го моторизованного полка СС начали наступление через село Забелочье на Радомышль. Позже командир полка напишет: 
«В чрезвычайно сложных условиях лесного ландшафта, время от времени полностью лишенный поддержки пехоты Клинг был первым, кто смог достигнуть стратегически важного шоссе, а затем завладеть высотой 153.4. Преследуя отступающего противника, он не обращал внимания на позиции его пехоты, находившиеся справа. Он смог превратить его отход в хаотическое бегство. Наконец, имея в своем распоряжении только собственный танк, на подходах к Гарборову он смог проделать в темноте проходы в многочисленных минных полях. Затем ему удалось уничтожить множество противотанковых орудий противника. В итоге танк мог вести бой только при помощи пулемета. Но даже в этих условиях Клинг сыграл решающую роль в захвате деревни»
. После этого боя рота встала на отдых и ремонт в селе Силянщина.
Наступление 1-й танковой дивизии СС на участке фронта севернее Житомира началось 2 декабря 1943 года. К 4 декабря у Клинга осталось в распоряжении всего лишь четыре готовых к бою «Тигра»: 12 нуждалось в текущем ремонте, 9 — в капитальном. Но даже при этом четыре-пять «Тигров» могли быть грозной боевой силой. Все танки, прибывавшие из ремонта, тут же посылались в бой. В большинстве случаев им даже не давали возможности воссоединиться со своей ротой. Подобное распыленное использование «Тигров» являлось головной болью для Клинга, который понимал, что ударная мощь танка могла проявиться только в группе таких же танков. Как правило, «Тигры» были основой для ударных моторизованных групп. Именно во время декабрьских боев Виттман и его экипаж только за один день смогли уничтожить 13 Т-34 и 7 тяжелых противотанковых орудий. Во время боев конца 1943 года подобный счет перестал быть чем-то экстраординарным.
К 5 декабря 1943 года рота тяжелых танков уничтожила 205 Т-34 и 130 противотанковых орудий. Сюда входят бои за Харьков, Курское сражение и зимние бои на Украине. В это число не входят бесчисленные бронетранспортеры, полевая артиллерия, бронеавтомобили, грузовики и т. д.
5 декабря для «Тигров» был предоставлен перерыв. Командование дивизии сформировало специальную «ударную группу», которая обманным манёвром через Житомир должна была отвлечь внимание советских войск. Силы 1-й, 7-й танковых дивизий и дивизии СС «Лейбштандарт» сосредотачивались к северу от Черняхова. При этом новый командир танкового полка «Лейбштандарта» Йохан Пайпер уделял роте тяжелых танков особое внимание. Именно Пайпер 5 декабря 1943 года представил гауптштурмфюрера СС Клинга к Золотому Германскому кресту. «Под его выдающимся командованием рота „Тигров“ достигла удивительных боевых результатов, что является следствием исключительной энергичности её командира», — писал Пайпер в представлении к высокой награде. В тот день почти все унтер-офицеры роты, не имевшие до этого момента высоких наград, были представлены к Железным крестам. Так, штурмман СС Бобби Вармбрунн был награждён Железным крестом первого класса — к тому моменту он в качестве наводчика подбил 47 советских танков.
На рассвете 6 декабря «Тигры» двинулись в атаку на мост к северу от Силянщины. Сразу же выяснилось, что прямо перед ними раскинулся мощный советский противотанковый фронт. В прорыве его главную роль сыграл экипаж Виттмана, который с ходу уничтожил несколько советских орудий, в результате чего в обороне образовалась приличная «брешь». В 6 утра Пайпер был уже в Андрееве, где разворачивался бой за шоссе Житомир — Коростень. К востоку от Андреева силами его боевой группы было уничтожено несколько советских артиллерийских батарей. После того как противотанковый рубеж был прорван, в 10 часов боевая группа Пайпера заняла позиции на высотах по обе стороны от Стырты. Он продолжил наступать на восток, и в ходе атаки немецкими танками было уничтожено ещё несколько противотанковых рубежей и укреплений, а экипаж Виттмана возле посёлка Торчин подбил ещё 3 Т-34. В ходе этой «танковой экспедиции» были захвачены командные пункты четырёх советских стрелковых дивизий, уничтожено 67 советских противотанковых орудий и две батареи полевой артиллерии.
7 декабря в 12:30 рота Клинга устремилась в направлении Чайковки для поддержки 2-й батальона 2-го моторизованного полка СС. Но наступление на этом направлении захлебнулось. Вечером боевая группа Пайпера попыталась обойти с севера Чайковку и атаковать с северо-востока деревню Ходоры. Завязались тяжелые уличные бои, стихшие лишь к утру 8 декабря. После этого немецкие танки захватили располагавшуюся севернее Радомышля деревню Заболоть. Если подводить итог операции, то смелая вылазка боевой группы Пайпера предотвратила закрепление советских войск на плацдарме по берегу реки Тетерев. За эту операцию 27 января 1944 года Пайпер был награждён Дубовыми листьями к Рыцарскому кресту. Во время описанных выше боев рота Клинга потеряла всего лишь один «Тигр».
9 декабря 1-й моторизованный полк СС начал наступление на Радомышль. Атака была остановлена советскими войсками в двух километрах северо-западнее города. Руководство дивизии решило обойти этот плацдарм маршем к юго-востоку от деревни Меделевка через деревню Межиречка. На тот момент говорить о танковом полке «Лейбштандарта» вообще не приходилось, он больше напоминал танковую роту и состоял из 4 исправных «Тигров», 6 «Пантер» и 8 Pz.IV, ещё 10 «Тигров» находились в ремонте. Эти цифры показывают, к каким результатам приводило непрерывное затыкание дыр во фронте силами «Лейбштандарта». Несмотря на ожесточенное сопротивление, в 19:30 Межиречка была захвачена, и войска двинулись на Тетерев. Виттман уже собирался тремя «Тиграми» атаковать город, как неожиданно из укрытия появились 20 Т-34 и открыли огонь по немцам. В эом бою у «Тигров» было одно преимущество — их наводчики могли фактически не прицеливаться, посылая снаряд за снарядом в плотный клин советских танков. В ходе боя Виттманом было подбито 6 танков, Клингом и Калиновски по 4, остальные отступили. Вечером «Тигры» атаковали деревню Малая Рача западнее реки Тетерев и наткнулись на мощную линию противотанковой обороны. Пока танки вели бой, подразделения 68-го немецкого пехотного полка ворвались на окраины Радомышля. 10 декабря танковая группа попыталась прорваться на юг, но нападение с тыла не стало сюрпризом для советских частей. У деревни Краснобирка группа Пайпера попала под прицельный огонь тяжелых противотанковых орудий и вынуждена была отступить. Повторная атака на Краснобирку была намечена на следующий день. Одновременно с этим силы дивизии СС «Лейбштандарт» начали концентрироваться к северо-востоку от Межиречки. В 4 утра 11 декабря 2-й моторизованный полк СС совместно с батальоном штурмовых орудий и группой «Тигров» выдвинулись на позиции, и после артиллерийской подготовки в 12:00 немецкая бронетехника двинулась на хорошо укрепленную Краснобирку. Здесь начались уличные бои, которые постепенно перешли в ближайшую деревню Великая Рача. В итоге «Тиграм», уничтожившим несколько противотанковых орудий, удалось закрепиться на высоте 170 рядом с Рачей. В 16:50 немцы смогли захватить Великую Рачу, после чего двинулись на поселок Чудын на берегу реки Тетерев. 12 декабря советские подразделения оставили Чудын и закрепились западнее в лесах возле Глухова. 12 и 13 декабря наступила передышка, «Тигры» готовились к новой атаке.
Немецкое наступление севернее реки Ирша началось 14 декабря. Одновременно советские части атаковали позиции 48-го танкового корпуса между реками Ирша и Тетерев. Против них был брошен «Лейбштандарт». «Тигры» вышли на марш 14 декабря во главе танкового полка 1-й дивизии СС по дороге Веприн — Федоровка. За километр до Федоровки их встретили Т-34 и противотанковые орудия. В бою было подбито 3 Т-34 (один из них экипажем унтерштурмфюрера Вендорфа) и потеряно 2 Pz.IV. Танковый полк продолжил своё движение на северо-восток, но через несколько километров из штаба дивизии поступил приказ отходить обратно на юг. В итоге «Лейбштандарт» смог остановить продвижение на юго-запад 16-й советской армии и отодвинуть начало генерального наступления на Украине. Сам же «Лейбштандарт» продолжал оставаться «пожарной командой», ударной силой которой была легендарная рота тяжелых танков под командованием гауптштурмфюрера СС Клинга.
19 декабря 1-я танковая дивизия СС была вновь готова атаковать. К тому моменту под командованием Клинга было 7 исправных танков. Сам же танковый полк состоял из 12 танков «Пантера» и 33 Pz.IV. Утром танки выступили на север маршевым порядком. В местном сложном ландшафте немцам удалось застать русские войска врасплох, и к 13:20 подразделения Красной Армии были выбиты со второго оборонительного рубежа у деревни Мелени, немцы взяли хутор Баларка, а над советскими войсками нависла угроза окружения.
20 декабря 1943 года «Тигры» прикрывали атаку 2-го моторизованного полка СС на железнодорожную станцию Чоповичи. Вместе с 1-й танковой дивизией обер-лейтенанта Браделя «Тигры» смогли прорвать советские позиции, во время этого боя экипаж гауптштурмфюрера Клинга подбил свой 46-й танк. Вечером панцергренадеры 2-го батальона 2-го полка «Лейбштандарта» вели ожесточенные уличные бои в западной части Чоповичей, а «Тигры» и прочие танки «Лейбштандарта» удерживали железнодорожную ветку и очень важную транспортную стрелку. В этом бою Красная Армия потеряла 17 танков Т-34, 4 САУ и 44 орудия. К этому моменту танкисты «Лейбштандарта» за 1943 год уничтожили в целом 1002 советских танка, без учёта бронемашин и бронетранспортеров.
21 декабря 1943 года советские войска предприняли мощную контратаку со стороны деревни Йосиповка. Её встретили 6 «Тигров» и, находясь в обороне, подбили 21 Т-34. Остальная часть «Лейбштандарта» продолжала вести бои в Чоповичах. Главным же заданием для 1-й танковой дивизии СС было противостояние советскому наступлению на Житомир. И опять «Тигры» приняли бой, где их жертвами стали 23 Т-34 и 2 противотанковых орудия. Но к вечеру танковый полк «Лейбштандарта» пригодными к бою имел только 2 «Тигра», 4 «Пантеры» и 6 Pz.IV. В ночь 22 декабря силы дивизии «Лейбштандарт» укрепили 1-й танковой дивизией, им совместно предстояло удерживать Чоповичи. Так как разбить советские войска не удалось, то, несмотря на большие потери, они не прекращали контратаки. 1-я танковая дивизия СС перешла в оборону. Ударная группа из остатков танков использовалась только в экстренных случаях. Так, когда советские войска прорвали позиции 291-й пехотного полка, танки были брошены на ликвидацию разрыва в линии фронта.
24 декабря танки «Лейбштандарта» и 1-й танковой дивизии находились в деревне Соболевка. В 10 часов боевая группа полковника Меллентина, состоявшая из 1-го танкового батальона, 113-го моторизованного полка и 25 танков 1-й танковой дивизии СС стремительно атаковала станцию Шатрище, где советские войска понесли большие потери. Но к вечеру советские войска начали крупномасштабное наступление к востоку от Житомира на деревню Кочерово.
Тут же частям 48-го танкового корпуса, «Лейбштандарту» и 1-й танковой дивизии пришлось оставить свои позиции и переместиться южнее Житомира, при этом Клинг был вынужден взорвать под Чоповичами 8 повреждённых «тигров», которые не удалось вывезти. Отход немецких частей местами напоминал паническое бегство. При этом ослабленный постоянными боями «Лейбштандарт» вновь посылали на критический участок фронта. За месяц боев ему удалось добиться значительного тактического успеха: остановить советское наступление под Брусиловом, предотвратить прорыв немецкой линии обороны под Радомышлем и т. д. Но это не могло изменить стратегической ситуации в целом.
25 декабря 1943 года «Лейбштандарт» прошёл маршем через Житомир. «Тигры» Клинга были размещены в поселке Иванков. 26 декабря части дивизии захватили окрестные деревни Волица Зарубинецкая, Степок и Гардышевка, где завязли в боях с советскими войсками. В итоге «Лейбштандарт» должен был наступать по линии: Мошковцы — Андрушевка — Староселье. Но наступление оказалось провальным. Понеся огромные потери, танковый полк «Лейбштандарта» не смог войти даже на окраины хорошо защищенной Андрушевки, в последовавшей контратаке была отбита Гардышевка. 27-28 декабря стали звездным часом для унтерштурмфюрера СС Гельмута Вендорфа. В боях с советскими танками 3 «Тигра» его взвода уничтожили 16 танков Т-34, смогли остановить советское наступление и спасти подразделения «Лейбштандарта» от окружения и гибели. На следующий день 4 «Тигра» под его командованием уничтожили 11 Т-34, чем сорвали советское наступление во фланг дивизии, а личный счёт Вендорфа возрос на 10 танков и достиг 58. Но в целом ситуация была неутешительной — в боях «Лейбштандарт» потерял до 50 % личного состава, рота Клинга состояла из 4 боеспособных «тигров», а танковый полк «Лейбштандарта» располагал всего 8 «Пантерами» и 17 Pz.IV.

29 декабря советские войска атаковали позиции 2 батальонов 1-го моторизованного полка СС по линии Антополь — Боярка. В 9:00 на них устремилось около 40 Т-34. Батарея штурмовых орудий прицельным огнём уничтожила 12 танков, остальные сошлись в бою с «Тиграми». Один из них уничтожил 8 танков, после чего был настолько искорёжен снарядами, что экипаж покинул его. Немецких сил явно не хватало даже чтобы задержать советское наступление. С наступлением темноты «Лейбштандарт» отступил на запад в деревни Солотвин и Кодня. Теперь перед ним была поставлена очередная «героическая» задача — атаковать танковой группой советские части вдоль шоссе Бердичев — Житомир. Во время этой атаки было потеряно два «Тигра», а сама дивизия перешла в оборону и вела ожесточенные бои, за один день уничтожив 59 Т-34. Об этом событии было упомянуто в ежедневной сводке вермахта: 
«1-я танковая дивизия СС „Лейбштандарт СС Адольф Гитлер“ под командованием оберфюрера СС Виша в ожесточенных боях вновь продемонстрировала несгибаемость своего боевого духа»
.
30 декабря 1943 года советские войска продолжили наступление широким фронтом. Теперь «Лейбштандарт» мог только обороняться, во всей дивизии осталось только два «тигра». Именно 30 декабря Клинг был награждён Золотым Германским крестом. Огромные потери в офицерском составе привели к тому, что на этот момент Клинг уже командовал 2-м батальоном 1-го моторизованного полка СС. Командование остатками роты тяжелых танков было поручено Михаэлю Виттману. Впрочем, Клинг проявлял к своему бывшему подразделению отнюдь не служебный интерес, и по возможности присутствовал во время планирования всех боевых операций с участием танкистов Виттмана. Но в отличие от Виттмана и Вендорфа Клинг, хотя и был хорошим солдатом, не имел живого контакта со своими подчиненными и простыми солдатами.

### Бои в 1944—1945 годах
Гауптштурмфюрер СС Хайнц Клинг начиная с 30 декабря 1943 года, и до конца войны оставался на должности командира 2-м батальона 1-го моторизованного полка дивизии СС «Лейбштандарт СС Адольф Гитлер», и больше никогда не командовал «Тиграми», хотя и старался воевать бок о бок со своим бывшим подразделением. Впоследствии он стал командиром 2-м батальона танкового полка «Лейбштандарта», вооружённым танками «Пантера».
В январе 1944 года «Лейбштандарт», неся большие потери, отступал вместе с 48 танковым корпусом от Житомира на запад, используя каждый населённый пункт как оборонительный рубеж с тем, чтобы не дать Красной Армии превратить отступление немцев в паническое бегство. Периодически «Лейбштандарт» наносил успешные контрудары, но малочисленность дивизии не могла остановить наступление советских войск. Часто «Тигры» Виттмана выручали панцергренадеров, оборону которых атаковали танковые клинья Красной Армии. С середины января танковый группы дивизий СС «Лейбштандарт» и «Рейх» перешли в контрнаступление, уничтожив большое количество советской техники. Но большие потери привели к тому, что далее «Лейбштандарт» вынужден был покинуть места боёв, а рота тяжёлых танков почти перестала существовать. Получив подкрепление из «Пантер» и Pz.IV, 24 января к северо-востоку от Винницы «Лейбштандарт» вновь перешёл в наступление, и даже смог создать угрозу окружения советских наступающих частей. Далее наступление возобновилось по направлению к Умани и городку Липовец.
В это же время советские войска развили мощное наступление, и два удара из Канева и Кировограда, проломав немецкую оборону, встретились возле села Звенигородка. Так возник Черкасский котел, в котором, как и планировало советское командование, оказались XI (генерал Штеммерман) и ХХХХII (генерал Либ) армейские корпуса. Ухудшившиеся с 2 февраля погодные условия ещё больше осложнили жизнь попавших в окружение 50 тысяч немцев, так как сделали невозможным быстрое контрнаступление и освобождение их собранной наспех танковой группой. 14 февраля «Лейбштандарт» атаковал советские позиции у села Франковка, но застревающие в грязи танки ломались, что резко затормозило его продвижение. 16 января 2-й моторизованный полк атаковал село Октябрь, где планировалось занять оборону и соединиться с окружёнными. Ударившие сильные морозы осложнили и без того плохое положение окружённых, но сковали грязь, и 16 февраля 1944 года в 23 часа немецкие части из окружения пошли в прорыв в западном направлении. 17 февраля танки «Лейбштандарта» атаковали удерживаемый советскими войсками Октябрь, где завязался кровопролитный бой. «Тигры» проломали противотанковую оборону, оттянув на себя остальные советские подразделения, что позволило солдатам дивизии СС «Викинг» достичь немецких позиций ближе к полудню 17 февраля. В итоге из котла удалось освободить 34 тысячи солдат, при этом «Тиграм» и панцергренадёрам пришлось ежедневно отражать мощные атаки на Октябрь до конца февраля.
С марта 1944 года подразделения «Лейбштандарта» отбыли с фронта во Францию, в Монс. Там началось формирование 101 тяжёлого танкового батальона, имевшего корпусное подчинение. Остальные подразделения дивизии также получили пополнение и приступили к его обучению. В мае, возможно рассчитывая на отражение высадки союзников во Франции, подразделения перебазировались в Северную Францию, где также проходили обучение, укомплектование личным составом и техникой. Летом 1944 года «Лейбштандарт» дислоцировался в Бельгии, в районе Брюгге. После высадки союзников в Нормандии 5 июня 1944 года он была направлен в Северо-Западную Францию, чтобы составить часть 1 танкового корпуса СС. К 17 июня «Лейбштандарт» вступил в сражение за Канн, где понес тяжелые потери от ударов союзной авиации, огня корабельной артиллерии, и в продолжительных боях против превосходящих сил британских, канадских и американских войск. 6-9 июля ему пришлось отражать британскую атаку, и когда 12-я дивизия СС была снята с фронта для отдыха, «Лейбштандарт» принял в свой оборонительный фронт Канский сектор. С 18 по 21 июля он противостоял большому наступлению союзников, известному как операция «Гудвуд», отбросив назад британскую 7-ю и 11-ю бронетанковые дивизии и понеся при этом тяжелые потери. Постоянные атаки против германского правого фланга дорого стоили англо-канадским войскам и, казалось, приносили мало пользы. Бойцы «Лейбштандарта» по-прежнему удерживали свои позиции на шоссе Кан — Фалез, стойко обороняясь от повторяющихся атак войск 21-й группы армий Монтгомери. К этому времени численность танкового парка соединения сократилась до 33 «Пантер», 3 Pz.IV и 22 штурмовых орудий., Около 1500 человек были убиты, ранены, попали в плен. Хайнцу Клингу за участие в этих боях было присвоено звание штурмбанфюрера СС.
Слабость германских войск на западном участке фронта стала совершенно очевидна американцам, и генерал Омар Брэдли не упустил шанса воспользоваться этим. В конце июля, несмотря на плохую погоду, Брэдли подготовил американскую 1-ю армию к удару по германским позициям западнее Сен-Ло. Известный как операция «Кобра», прорыв начался 24 июля 1944 года. Контрудар под Мортеном: армия обергруппенфюрера Пауля Хауссера получила приказ контратаковать. 4 августа она нанесла удар на запад. 6 августа атака была поддержана 1-й танковой дивизией СС. «Лейбштандарт» был снят с Канского участка и маршем двинулся в новый сектор, чтобы продолжить наступление. Брэдли. назначенный к тому времени командующим 7-й группой армий, почувствовал опасность и бросил сюда два корпуса 1-й армии. Под Мортеном шли ожесточенные бои, но немцы так и не смогли достигнуть Авранша. В августе атака «Лейбштандарта» захлебнулась под ударами штурмовиков «Хоукер-Тайфун» из 245-й эскадрильи Королевских ВВС. К 10-му числу «Лейбштандарт» оборонялся у Сен-Бартелеми, и Зепп Дитрих запросил у Гитлера разрешения на отход, в этом ему было отказано. Потери войск СС были ужасающими. Дивизии, вступавшие в бой с сотнями танков и тысячами солдат, сократились до численности не многим более батальона: «Лейбштандарт» потерял почти все свои танки и артиллерию. Битва за Нормандию закончилась 21 августа отходом уцелевших немецких дивизионных частей к Сене. Хайнц Клинг, чей батальон «Пантер» принимал в этих боях непосредственное участие, учитывая его громадный опыт, после окончания операции был отправлен преподавать в офицерскую школу для танкистов в Германию. Место это было прежде предложено Виттману, но тот отказался. До февраля 1945 года Хайнц Клинг оставался преподавателем в Берлине. В марте 1945 года он был назначен командиром 501-го тяжёлого танкового батальона «Лейбштандарта».
6 марта немецкие войска начали операцию «Пробуждение весны» против сил 3-го Украинского фронта в направлении западного берега Дуная. Главный удар наносился 6-й танковой армией СС между озёрами Балатон и Веленце. «Лейбштандарт» в течение трёх дней сумел прорвать две полосы обороны советских войск на узком участке фронта, нанеся при этом большие потери 30-му стрелковому корпусу. В бои вступил 5-й гвардейский казачий кавалерийский корпус, усиленный армейскими и фронтовыми резервами, в том числе самоходно-артиллерийскими бригадами и отдельными тяжёлыми самоходно-артиллерийскими полками. К 15 марта «Лейбштандарт» сумел продвинуться на 30 километров вглубь советской обороны, однако прорвать третью оборонительную полосу не смог. В жесточайших боях было потеряно до 80 % бронетехники, и дивизия была обескровлена. 16 марта части 3-го Украинского фронта перешли в наступление на Вену. Командующий группой армий «Юг» распорядился немедленно перебросить соединения 6-ю танковой армии СС для ликвидации прорыва обороны. Несколько дней дивизии «Лейбштандарт» и «Гитлерюгенд» вели активные маневренные бои с частями 6-й гвардейской танковой армии и сдерживали её наступление, нанеся ей серьёзные потери. Через пять дней после начала наступления части 6-й танковой армии СС потеряли связь друг с другом и начали отступать. Подразделения «Лейбштандарта» были раздроблены на несколько групп, не имевших централизованного руководства, часть их были окружены и уничтожены. Остальные с боями отошли в горные районы Восточной Австрии, из зоны активных боевых действий. В середине апреля, после взятия Вены, советские войска начали зачистку горных лесов, где оборонялись остатки войск СС. Командование группы армий «Юг» приказало войскам прекратить бои и отходить в зону действия союзных войск. 7 мая 1945 года после получения сообщения о капитуляции Германии командир «Лейбштандарта» С. Кумм официально распустил его и приказал своим подразделениям сдаваться англо-американским войскам. С согласия союзного командования около 10 000 военнослужащих «Лейбштандарта» на следующий день пересекли демаркационную линию, установленную по реке Энс, и сложили оружие в районе города Штайр.

### Жизнь после войны
После войны все уцелевшие военнослужащие «Лейбштандарта» задерживались американской военной полицией в рамках расследования, и в итоге оказались в плену у советских и союзных войск. Согласно указаниям командования стран антигитлеровской коалиции, все члены войск СС подлежали направлению в фильтрационные лагеря для расследования причастности к совершению военных преступлений. В декабре 1946 года Международный военный трибунал признал войска СС преступной организацией, по оглашении этого решения все они были лишены статуса военнопленных и перемещены в специальные лагеря (члены «Лейбштандарта» находились в концлагере Дахау). Все военнослужащие войск СС были обязаны пройти процедуру денацификации, в результате которой они были разбиты на несколько категорий. В оккупационных зонах союзников все офицеры СС были признаны виновными, что влекло следующие наказания: исправительные работы в лагерях для интернированных, солидные денежные штрафы, различные поражения в правах. Но к концу 1948 года практически все солдаты и офицеры, попавшие в плен к союзникам, оказались на свободе. Однако жизнь в послевоенной Германии, разрушенной войной и переживающей кризис, была сурова, и отношение к военнослужащим СС было соответствующим — они были обявлены военными преступниками, они не могли найти работу и не имели никаких средств к существованию. В итоге многие из них, в том числе и Хайнц Клинг, были вынуждены работать на тяжёлых низкооплачиваемых работах, что привело его к склонности к алкоголизму. В 1951 году Хайнц Клинг погиб, купаясь в Боденском озере, возможно по причине того же алкоголизма.

## Награды и звания
Звания:
- 01.08.1932 Кандидат СС
- 16.11.1932 СС-Манн
- 09.11.1933 Унтершарфюрер СС
- 20.04.1935 Шарфюрер СС
- 09.11.1935 Унтерштурмфюрер СС
- 04.10.1937 Юнкер СС
- 01.04.1938 Штандартенюнкер СС
- 01.08.1938 Штандартеноберюнкер СС
- 09.11.1938 Унтерштурмфюрер отряда специального назначения СС (Боевого отряда СС)
- 01.06.1940 Оберштурмфюрер Ваффен-СС
- 09.11.1941 Гауптштурмфюрер Ваффен-СС
- 21.06.1944 Штурмбаннфюрер Ваффен-СС[3]

Награды:
- 01.02.1934 Шеврон старого бойца
- 01.12.1938 Йольский светильник СС
- 01.12.1938 Кольцо «Мёртвая голова»
- 01.12.1938 Почетная сабля рейхсфюрера СС
- 1938 г. Серебряная нашивка DLRG
- 01.12.1938 Бронзовый «Спортивный знак СА»
- 01.12.1938 Бронзовый «Германский спортивный знак Рейха»
- 1941 г. «Награда за длительную службу в СС»
- 1941 г. Бронзовая «Награда за длительную службу в НСДАП»
- 20.08.1940 «Железный крест» II класса, образца 1939 года
- 16.07.1941 «Железный крест» I класса, образца 1939 года
- 30.01.1941 «Крест Военных заслуг» II класса с мечами
- 23.03.1942 Бронзовый пехотный знак «За атаку»
- 01.05.1943 Серебряный нагрудный знак «За ранение», образца 1939 года
- 26.08.1943 Золотой нагрудный знак «За ранение», образца 1939 года
- 30.12.1943 Германский золотой крест (на основании рекомендаций от 05.12.1943 г. командира батальона Иоахима Пайпера, командира дивизии Теодора Виша и командира корпуса генерала Йозефа Дитриха).
- 23.02.1944 Рыцарский крест Железного креста (на основании рекомендаций от 17.01.1944 г. командира батальона Иоахима Пайпера, командира дивизии Теодора Виша и командира корпуса генерала Йозефа Дитриха).[4]